# Het drama Ahold
Het drama Ahold  is een financiële thriller van Jeroen Smit uit 2004. Het boek beschrijft de historie en opkomst van het kruideniersconcern Albert Heijn dat middels voortdurende aankopen zelf een onderdeel werd van de houdstermaatschappij Ahold. De genadeloze expansiedrift werd Ahold in februari 2003 bijna noodlottig.
De auteur begint zijn boek met de periode 12 tot 24 februari 2003: “Redding?”.
Vervolgens beschrijft hij in de opvolgende 11 hoofdstukken chronologisch het familiebedrijf vanaf 1959. Latere drukken bevatten een hoofdstuk 13 "Veroordeeld". Drie van de 4 Ahold-bestuurders werden in 2006 bij de rechtbank veroordeeld.

## Samenvatting
- In het eerste hoofdstuk dat de periode 12 tot 24 februari 2003 beslaat wordt Ahold daadwerkelijk gered. Op donderdag 20 februari worden de huisbankiers van ABN AMRO JPMorgan Chase en Goldman Sachs op het hoofdkantoor bij Ahold  Zaandam ontboden. CEO Cees van der Hoeven en CFO  Michiel Meurs, die reeds zijn vertrek had aangekondigd, leggen uit wat er is misgegaan bij Ahold. De effectenbeurs wordt niet ingelicht door de gelarmeerde AFM. Het steeds grotere gat in de resultaten van dochter US Foodservice betekent dat Ahold niet meer voldoet aan de eisen van het bankentrio betreffende hun kredietverlening. Bovendien heeft het concern meer geld nodig tegen vanzelfsprekend ongunstiger condities. Het bankentrio komt er in eerste instantie niet uit. JP Morgan wil als echte zakenbank het noodlijdende concern opsplitsen.
- Wilco Jiskoot probeert als enige Hollandse bankier dit te verhinderen. Op zaterdag 22 februari organiseert hij een tweede bankenbijeenkomst op 300 meter afstand. Op het imposante hoofdkantoor van dochtermaatschappij Albert Heijn komen ABN AMRO, ING en Rabobank bij elkaar voor een geheime Hollandse oplossing. Ook deze bijeenkomst is zonder resultaat maar hier wordt wel de basis gelegd voor de uiteindelijke reddingsactie.
- Zaterdagavond vindt Cees van der Hoeven zijn Waterloo. Hem wordt bedriegen van zijn accountant Deloitte voor de voeten geworpen, waarop in de Verenigde Staten 20 jaar gevangenisstraf staat. Er bestaan op verschillende geografische plekken bij joint-ventures control-letters en side-letters die de control-letters weer weerspreken. Hij dient zijn ontslag in bij president-commissaris Henny de Ruiter, die in Londen aan het eind van het weekend een hoge telefoonrekening aan zijn dochter moet betalen. Na ampel intern beraad besluit Henny de Ruiter dat hij zelf maandag de nieuwe CEO van Ahold zal moeten zijn. Cees van der Hoeven wordt uit het hoofdkantoor gezet en Michiel Meurs blijft beschikbaar voor de bankiers. Het bankentrio komt er niet uit, JP Morgan haakt af, ING en Rabobank schuiven dan aan en uiteindelijk doen de banken het nieuwe krediet toch maar met zijn vijven. Ze dicteren de voorwaarden, de rentepercentages en de toekomst van Ahold.
- Op maandagochtend 24 februari om 8 uur treffen de reguliere werknemers van Ahold een uitgewoond hoofdkwartier aan. Pizzadozen, ander afval, etensresten, alcoholgeuren, een nicotinelucht en een vieze muffe stank, want de verwarming was het hele weekend aangebleven. De bankiers hadden het hoofdkwartier permanent bezet gehouden. Ahold is gered, ook op de beurs, maar het hoofdkantoor is ontluisterd. De te klonen CEO is op straat gezet en wordt gefilmd op vakantie in Lech. Cees kon niet anders.[1] Ahold is gered, de koers zakt in naar een luttele 3 euro, maar klanten en leveranciers blijven het concern trouw. Een aantal sterke dochterondernemingen zijn nu rechtstreeks aan de 5 banken in onderpand gegeven.
- De hoofdstukken 2 tot en met 11 beschrijven de geschiedenis van het familiebedrijf. Hoe de broers Ab en Gerrit Heijn samen de juiste weg weten te vinden voor de supermarktketen. Hun gezamenlijke strijd is tegen oom Gerrit, die vooral zijn eigen productiefabrieken in stand wilde houden. Ze beginnen voorzichtig met expansie in Nederland en buiten de grens, maar de echte vlucht naar voren vindt plaats bij het aantreden in 1992 van Cees van der Hoeven als CEO. Er vinden veel overnames plaats, waarbij steeds het bestaande management kan blijven zitten. Uiteindelijk leidt dat tot de verdwenen kortingen bij US Foodservice, die voor de overname al bestonden. Het zittende management kon zo jaren de kortingen in blijven boeken en deze kortingen niet daadwerkelijk realiseren. Het hele concern was gericht op omzetgroei, winstgroei, overnames en jaarlijkse aandelenemissies. De boekhoudproblemen werden vergroot door tegenstrijdige Amerikaanse en Nederlandse boekhoudregels. De US GAAP en Dutch GAAP. Dat veroorzaakte uiteindelijk het spel met de control-letters en de side-letters. Dit alles om de accountant tevreden te stellen. Het voerde topman Cees van der Hoeven naar zijn ondergang. In de Verenigde Staten was na de Enron-affaire dan juist een nieuwe wet aangenomen, de Sarbanes-Oxley wet. De verantwoordelijke CEO is daar gemakkelijker schuldig.
- Hoofdstuk 12 bevat de redding, de gebeurtenissen na 24 februari 2003. De  moeizame start van de nieuwe CEO Anders Moberg. De processen en schikkingen onder andere met de SEC, die de fraude bij US Foodservice gaat vervolgen. Het Nederlandse OM zal de problematiek van de onjuiste consolidaties aanpakken. De jaarrekeningen over 2000 en 2001 worden ingetrokken door Deloitte en opnieuw vastgesteld. De zittende leden van de Raad van Bestuur betalen hun ten onrechte ontvangen bonussen over die jaren terug. Cees van der Hoeven en Michiel Meurs sluiten zich daarbij aan.
- Hoofdstuk 13 beschrijft de veroordeling bij de rechtbank van drie van leden van de raad van bestuur. Het blijkt voor de gewezen bestuurders heel gunstig dat ze niet in de Verenigde Staten terechtstaan. De nieuwe Sarbanes-Oxley wet is heel streng voor het zetten van handtekeningen onder foute stukken. In Nederland is het pleidooi, we zijn wel verantwoordelijk maar niet schuldig. Bij de rechtbank wordt alleen Fahlin, lid van de Raad van Commissarissen, na een stevige reprimande vrijgesproken. Van der Hoeven, Meurs en Andrea worden veroordeeld.

##### Epiloog na het afsluiten van het boek
- Zie het lemma Koninklijke Ahold NV

## Bestseller 60
| Boeken met noteringen in de Nederlandse Bestseller 60 | Jaar van verschijnen | Datum van binnenkomst | Hoogste positie | Aantal weken | Opmerkingen |
| ----------------------------------------------------- | -------------------- | --------------------- | --------------- | ------------ | ----------- |
| Het drama Ahold                                       | 2004                 | 25-02-2004            | 6               | 10           |             |